# Theodor Friedrich Ludwig Nees von Esenbeck
Theodor Friedrich Ludwig Nees von Esenbeck (Erbach, 26 de julho de 1787 - Hyères, 12 de dezembro de 1837) foi um botânico e farmacologista alemão que nasceu em Schloss Reichenberg perto de Reichelsheim (Odenwald). Ele era o irmão mais novo do naturalista Christian Gottfried Daniel Nees von Esenbeck (1776–1858).

## Carreira
Em 1805, Nees von Esenbeck foi aprendiz do farmacêutico Wilhelm Martius em Erlangen, e em 1811 mudou-se para Basel, onde trabalhou para a família Bernoulli na Goldenen Apotheke. Em 1817, seu amigo, o zoólogo Heinrich Kuhl (1797-1821), conseguiu uma missão para ele na Universidade de Leiden em botânica e, pouco depois, com a ajuda do botânico Sebald Justinus Brugmans (1763-1819), ele teve uma posição nos jardins botânicos em Leiden. Em 1818, ele obteve seu doutorado na universidade e, posteriormente, mudou-se para Bonn, onde trabalhou no jardim botânico. Em 1827, ele obteve o título de "professor titular" na Universidade de Bonn, onde foi colega de Ludolph Christian Treviranus (1779-1864).
Nees von Esenbeck morreu em Hyères.
Nees von Esenbeck é amplamente lembrado pela análise farmacológica e taxonomia de várias plantas medicinais. Em meados da década de 1830, com Philipp Wilhelm Wirtgen (1806-1870) e Ludwig Clamor Marquart (1804-1881), ele foi co-fundador da Botanischer Verein am Mittel- und Niederrhein (Sociedade Botânica do Médio e Baixo Reno).
O gênero de planta Neesia na subfamília Bombacoideae foi nomeado após ele pelo botânico Carl Ludwig Blume (1796–1862).

## Escritos selecionados
- Plantae officinales, oder Sammlung officineller Pflanzen, Düsseldorf (1821-1833).
- Sammlung schön blühender Gewächse in litographierten Abbildungen, für Blumen- und Gartenfreunde, Düsseldorf (1825-1831) - Coleção de plantas com flores em ilustrações litográficas, para devotos de flores e jardins.
- Handbuch der medicinisch-pharmaceutischen Botanik, Düsseldorf (1830-1832); editado com Carl Heinrich Ebermaier - Manual de medicamentos de botânica médica.
- Plantae medicinales, Düsseldorf 1833
- Genera Plantarum Florae Germanicae, Bonn 1833-1838.
- Das System der Pilze, Bonn 1837 - Sistema de fungos.